# Atentado de La Penca
El atentado de La Penca fue un ataque con bomba llevado a cabo el 30 de mayo de 1984 en el remoto puesto de avanzada de La Penca, en el lado nicaragüense de la frontera con Costa Rica, a lo largo del río San Juan. Ocurrió durante una conferencia de prensa convocada y dirigida por Edén Pastora, quien en ese momento era líder de una guerrilla de los Contras que luchaba contra el régimen sandinista. Pastora, presunto objetivo del ataque, sobrevivió al bombardeo, pero otras ocho personas murieron, entre ellas tres periodistas, y varias más resultaron gravemente heridas.
El atentado fue llevado a cabo por un agente que se hizo pasar por un fotógrafo de noticias danés bajo una identidad falsa llamada Per Anker Hanseny. El hecho se considera una grave violación de la neutralidad periodística durante un conflicto armado. En 1993 se descubrió que el hombre que había colocado la bomba resultó ser un izquierdista argentino cuyo verdadero nombre era Vital Roberto Gaguine y que murió en 1989 durante el Copamiento del cuartel de La Tablada.
En 2009, el periodista y cineasta sueco Peter Torbiörnsson reveló que Renán Montero, un oficial de contrainteligencia militar cubano que trabajaba con el Ministerio del Interior sandinista, le había pedido que se reuniera en Costa Rica con el hombre que se hacía pasar por Hansen y lo escoltara a la rueda de prensa en La Penca. Luego, Torbiörnsson intentó, sin éxito, presentar cargos en Nicaragua contra Renán Montero, Lenín Cerna y Tomás Borge por asesinato y crímenes de lesa humanidad. En 2011, Torbiörnsson estrenó un documental, Último capítulo, adiós Nicaragua, que incluye imágenes de él confrontando personalmente a Borge por su papel en el atentado.

## Antecedentes

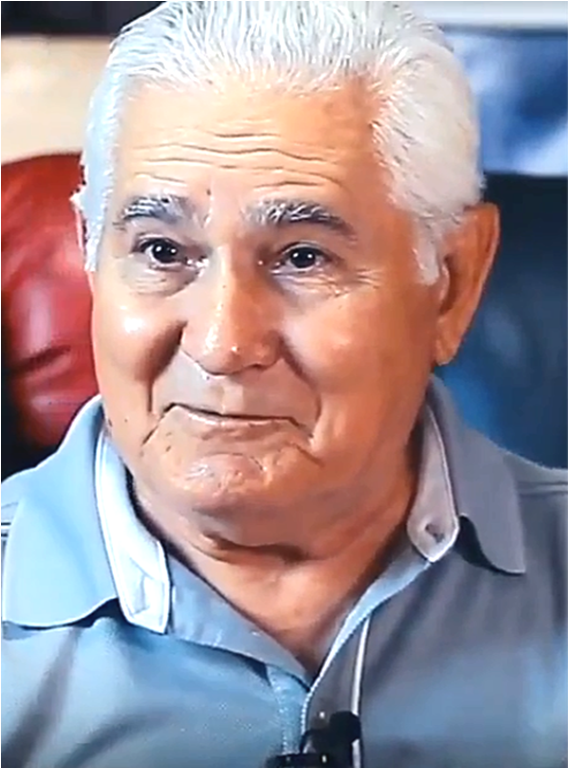
Edén Pastora.

En 1982, Edén Pastora un ex comandante militar sandinista fundó la organización guerrillera ARDE en la frontera entre Costa Rica y Nicaragua para luchar contra el gobierno sandinista en Managua.

## Ataque
Edén Pastora había organizado una conferencia de prensa en el puesto guerrillero de La Penca. La rueda de prensa se desarrolló en una choza cerrada sobre pilotes, en la margen norte del río San Juan que separa Costa Rica de Nicaragua. El evento había sido convocado por funcionarios de los Contras en la capital costarricense de San José. Los periodistas llegaron a La Penca pasada la noche, luego de viajar todo el día por tierra y en canoa desde San José. Debido a lo tarde que era, Pastora inicialmente pidió que la conferencia de prensa comenzara a la mañana siguiente, pero cuando los reporteros comenzaron a acribillar al líder guerrillero con preguntas, comenzó una conferencia improvisada y los reporteros y equipos de noticias de televisión se reunieron con Pastora alrededor de una mesa a la altura del pecho. mesa en la sala principal de la cabaña.
Se cree que la bomba estaba escondida en la caja de una cámara de aluminio, colocada por un individuo que portaba un pasaporte danés robado emitido con el nombre de "Per Anker Hansen". Posteriormente, los supervivientes comentaron que les parecía extraño que "Hansen" hubiera guardado con tanto celo su "equipo de cámara" envolviendo la difícil caja de aluminio en plástico. Se cree que "Hansen" depositó la caja de la cámara que contenía la bomba debajo de la mesa. Las imágenes de noticias mostraron al presunto atacante haciendo un gesto hacia su cámara como para indicar un mal funcionamiento del equipo y luego saliendo de la habitación. El atacante pudo haber detonado la bomba a distancia mediante un walkie-talkie. Segundos después de que "Hansen" abandonara la habitación, una explosión arrasó la cabaña, dejando a los heridos y moribundos gritando de dolor y pidiendo ayuda en la oscuridad. "Hansen", que resultó ileso del bombardeo, fue trasladado a San José junto con las demás víctimas y pronto desapareció. Nadie ha sido arrestado hasta el día de hoy.

## Víctimas
Los muertos en el atentado fueron la periodista estadounidense Linda Frazier; el camarógrafo costarricense, Jorge Quirós; su asistente, Evelio Sequeira; y 5 de los hombres de Edén Pastora. Mas de 22 personas resultaron heridas, alrededor de una docena heridas de gravedad. Pastora resultó gravemente herido en ambas piernas.

## Investigaciones
En 1993, el reportero del Miami Herald Juan Tamayo recibió un aviso de que un exmiembro del Ejército Revolucionario del Pueblo (ERP) de Argentina, que había desertado y vivía en Europa, había reconocido en fotografías periodísticas del presunto terrorista como de un militante del ERP a quien había conocido con el nombre en clave Martín el inglés. El periodista independiente Doug Vaughn, que trabajaba para el Christic Institute, estableció luego que el pasaporte danés robado expedido a Per Anker Hansen había sido utilizado para solicitar una visa panameña, y obtuvo del gobierno panameño el expediente correspondiente, que incluía una fotografía y una huella digital del pulgar derecho. Luego, los periodistas argentinos obtuvieron las huellas dactilares de Gaguine de la policía, y Vaughn y Tamayo llevaron los dos juegos de huellas a un experto en huellas dactilares en Miami, quien encontró una coincidencia perfecta. Vaughn mostró fotografías periodísticas de Gaguine al hermano y al padre del presunto atacante, quienes confirmaron la identificación. Según periodistas argentinos citados por Tamayo, Gaguine formaba parte de un grupo de guerrilleros que murieron en el Copamiento del cuartel de La Tablada de 1989.
Después de que el atacante fuera identificado como Gaguine, el periodista, cineasta y superviviente de La Penca, Peter Torbiörnsson rompió años de silencio y reveló que conocía los vínculos de "Hansen" con los sandinistas antes del atentado. Años más tarde, en 2009, Torbiörnsson admitió públicamente que, a pesar de su trabajo como periodista internacional aparentemente objetivo, en el momento del incidente de La Penca simpatizaba fuertemente con la causa sandinista. El jefe de la contrainteligencia sandinista, un militar cubano llamado Renán Montero, presentó a Torbiörnsson a "Hansen" en Managua. A petición de Montero, Torbiörnsson tomó a "Hansen" bajo su protección y brindó cobertura periodística mientras los dos viajaban por el norte de Costa Rica para asistir a la conferencia de prensa de Edén Pastora. Torbiörnsson explicó que, en ese momento, se dio cuenta de que su compañero de viaje era un espía sandinista, pero no sospechaba que se tratara de un asesino.
Atormentado por la idea de haber sido utilizado como cómplice involuntario de un atentado terrorista y desilusionado con los sandinistas, Torbiörnsson viajó a Managua en enero de 2009 y presentó una declaración a la policía nicaragüense en la que señalaba a Montero, al exministro del Interior sandinista Tomás Borge y al exjefe de seguridad del Estado de Nicaragua, Lenín Cerna, como autores intelectuales del atentado.  Torbiörnsson también hizo un documental, Último capítulo, adiós Nicaragua, que se estrenó en el Festival Internacional de Cine DocsBarcelona de 2011 y en el que renovó su acusación de que los líderes sandinistas Borge, Cerna y Montero habían planeado y ordenado el bombardeo. La película incluye una entrevista a Luis Carrión, quien era adjunto de Borge en el Ministerio del Interior de Nicaragua en el momento del atentado, en el que Carrión declara que supo poco después de los hechos de La Penca que el atentado había sido una operación llevada a cabo por la dirección de inteligencia de ese Ministerio. Torbiörnsson también afirmó que el presidente nicaragüense Daniel Ortega le admitió cinco años después del ataque que el bombardeo había sido orquestado por su gobierno, pero que Ortega optó más tarde por encubrirlo y obtener el silencio y la cooperación de Edén Pastora dándole a Pastora un puesto en el Segundo gobierno sandinista.

## Legado
En 1984 los periodistas sobrevivientes del atentado fueron galardonadas con el Premio Nacional Pío Víquez.
El 30 de mayo de 2010, el presidente de Costa Rica, Óscar Arias Sánchez, declaró la fecha del ataque como el Día del Periodista.